# Hans Rosander
Hans Tage "Hasse" Rosander, född 5 januari 1937 i Kungsör, död 12 september 2016, var en svensk fotbollsspelare. Rosander spelade i IF Rune, Västerås SK, IFK Norrköping samt IFK Eskilstuna. Rosander spelade även för det svenska landslaget (15 A-landskamper och 2 B-landskamper). Rosander spelade oftast ytterback men är den enda i allsvenskans historia som har spelat på samtliga positioner, utom målvakt.